# Citronfjäril
Citronfjäril (Gonepteryx rhamni) är en dagfjäril som förekommer över stort sett hela den palearktiska regionen, från Nordafrika i söder till norra Europa, österut över hela Europa via Turkiet och Kaukasus, genom Sibirien och österut till Östasien.
Citronfjärilar flyger från mars och långt in i september. Citronfjärilen utvecklas till fjäril under hösten och övervintrar sedan som imago, det vill säga som fullbildad fjäril, och kan därför observeras redan tidigt på våren. Den parar sig på våren. Citronfjärilen lever ovanligt länge för att vara en fjäril, och det förekommer att övervintrade individer fortfarande är i livet då nästa generation kläcks i början på juli.
Äggen är små gula spetsiga spolar och återfinns ensamma vid värdväxtens knoppar. Äggen mognar på en vecka. En hona kan lägga mer än 500 ägg under sin livstid. Larven är grön med en vit rand på sidan och har åtta par fötter. Larven lever på den kvist av brakved eller getapel där modern lade ägget. Citronfjärilens larvstadium varar omkring en månad. Puppan är gulgrön och har en ljusare strimma längs sidan. Den buktar starkt utåt på undersidan och har en spetsig topp. Puppan bildas på den växt där larven har levt och efter runt två veckor är imagon färdigbildad.
Som imago har citronfjärilen sugsnabel och suger nektar. Den har gula vingar vilka är väsentligt blekare hos honorna än hos hanarna. Både honor och hanar har en orange fläck på varje vinge. Framvingarna är svarta där de ansluter till kroppen. När övervintrade individer vaknar, livnär de sig på nektar från tussilago och viden, men när det finns fler blomarter att välja på föredrar de röda eller blå blommor, exempelvis tistlar.
Efter en omröstning 2022 har Fjärilshuset utsett citronfjärilen till Sveriges nationalfjäril.

## Bildgalleri

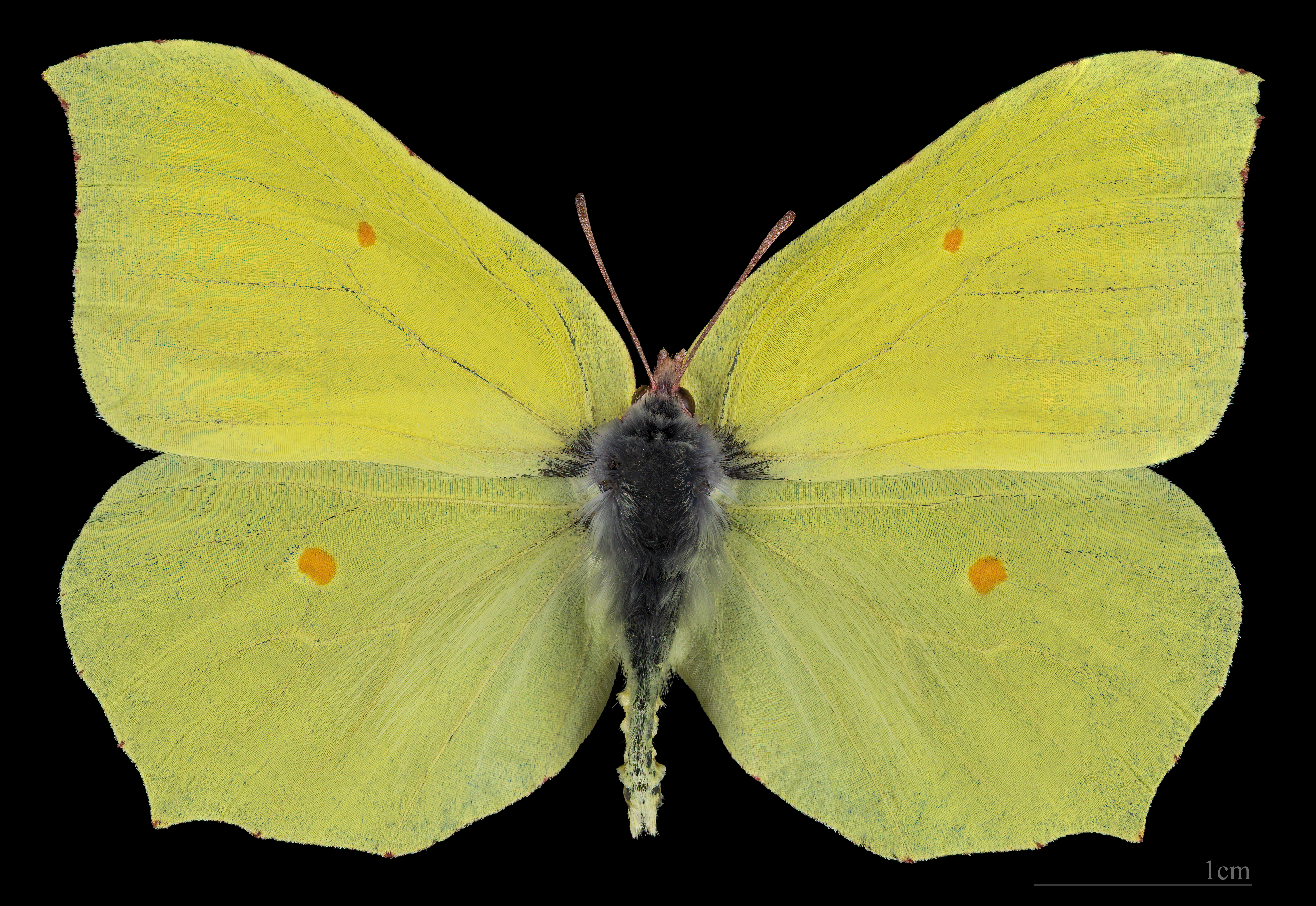
Gonepteryx rhamni, hane ovansida.
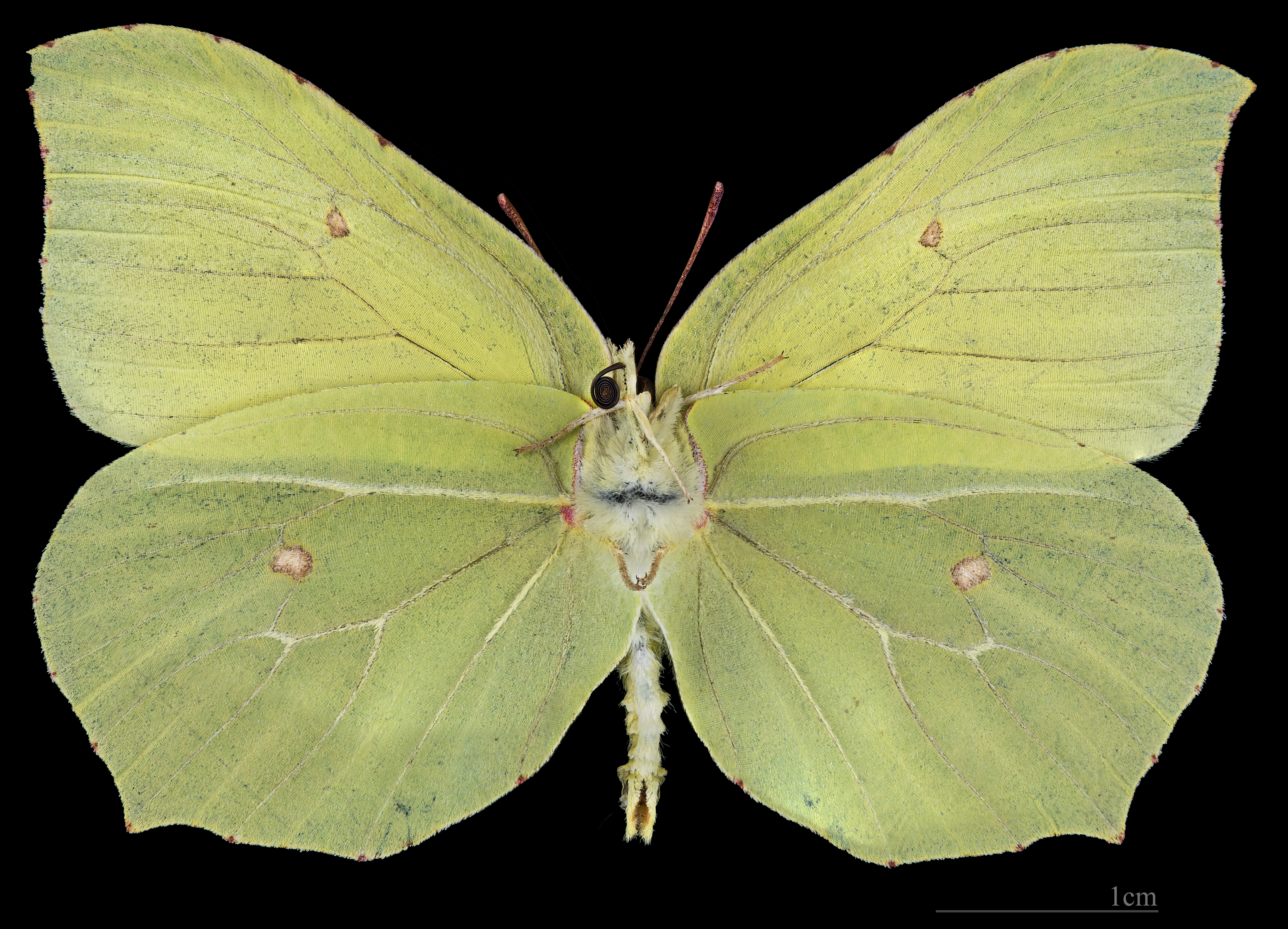
Gonepteryx rhamni, hane undersida.
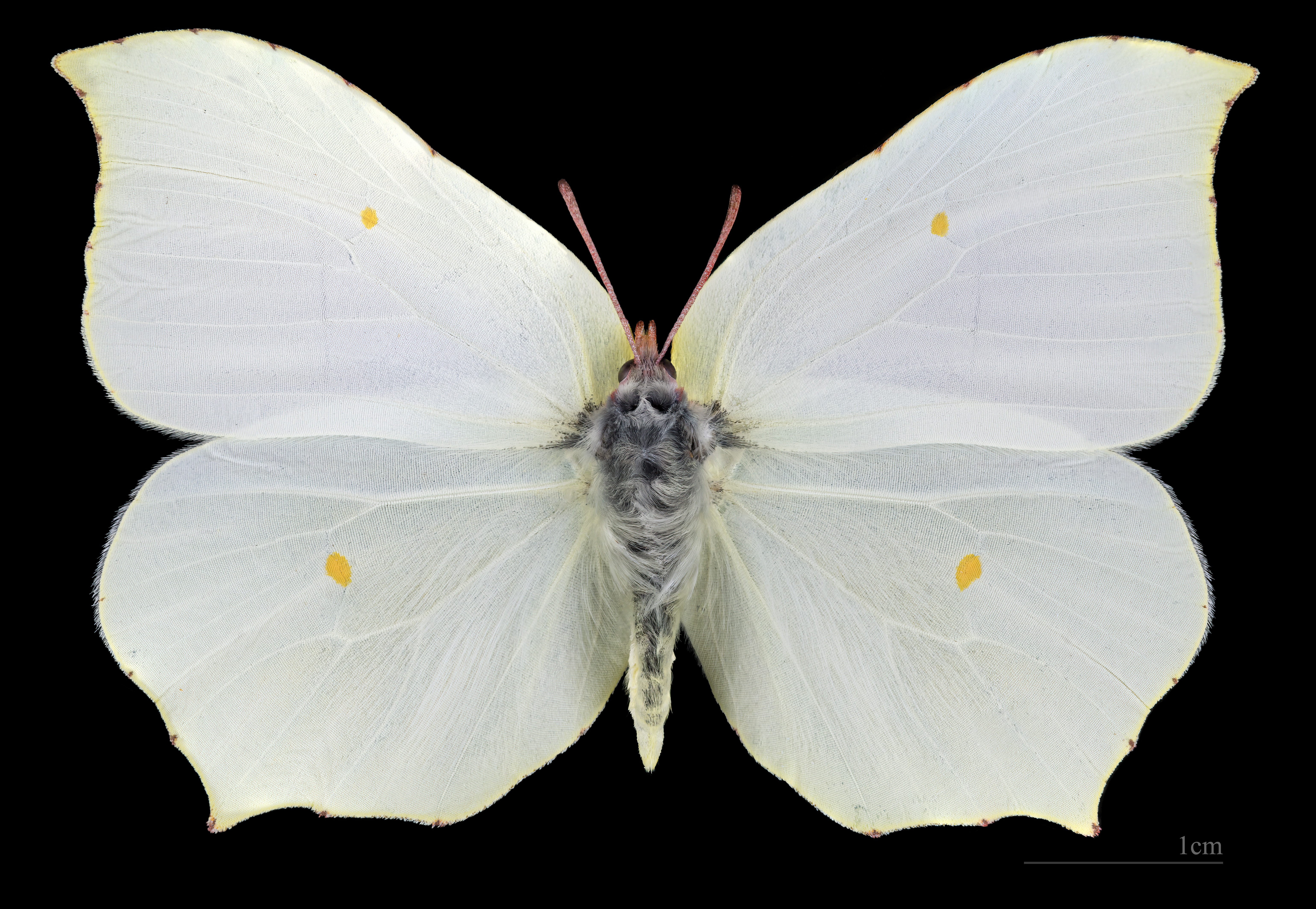
Gonepteryx rhamni, hona ovansida.
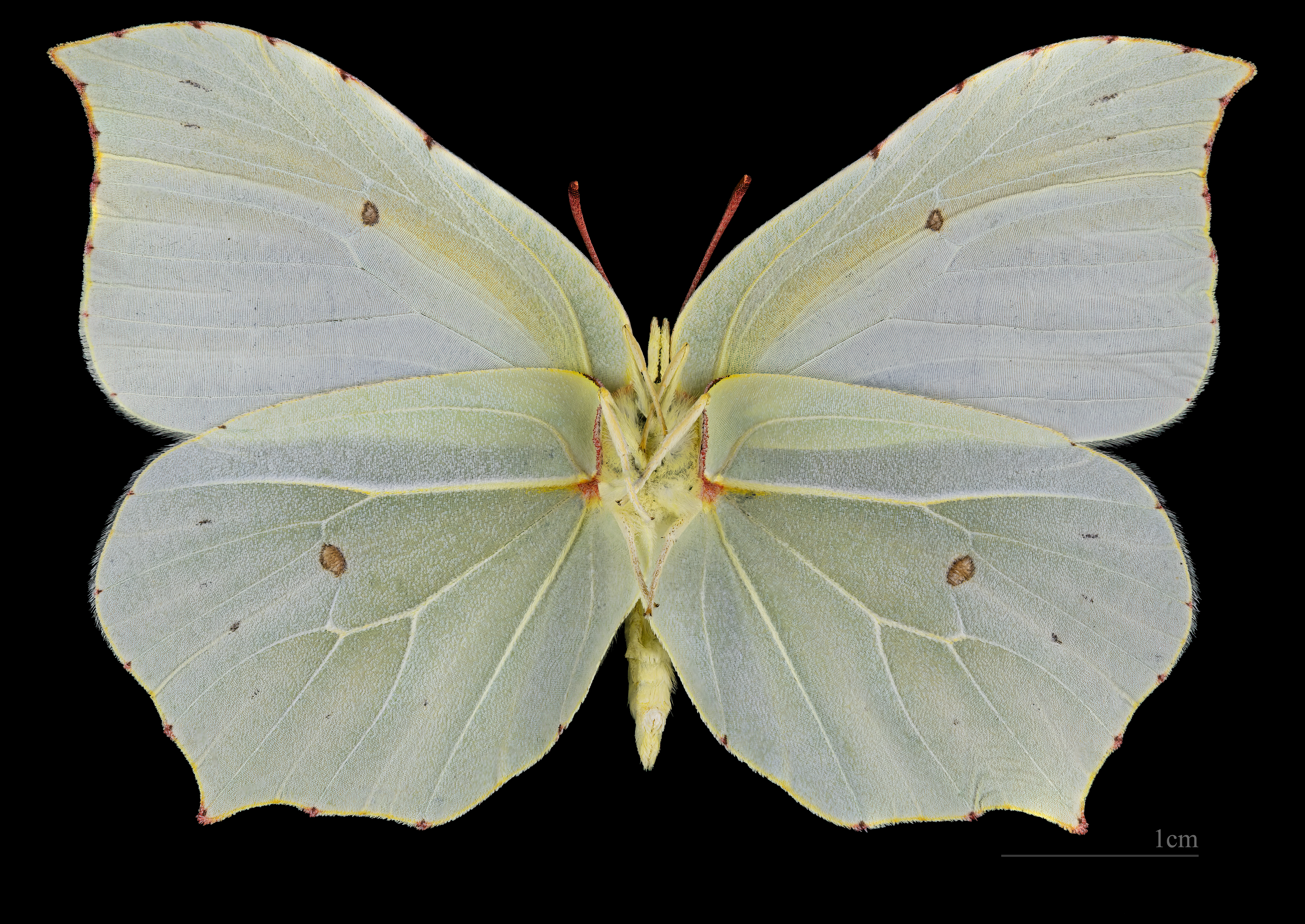
Gonepteryx rhamni, hona undersida.

### Notet
1. ↑  Pecháček, Pavel; Stella, David; Keil, Petr; Kleisner, Karel (1 december 2014). ”Environmental effects on the shape variation of male ultraviolet patterns in the Brimstone butterfly (Gonepteryx rhamni, Pieridae, Lepidoptera)” (på engelska). Naturwissenschaften 101 (12):  sid. 1055–1063. doi:10.1007/s00114-014-1244-5. ISSN 0028-1042. PMID 25280559.
2. ↑  Gutiérrez, David; Wilson, Robert J. (1 juli 2014). ”Climate conditions and resource availability drive return elevational migrations in a single-brooded insect” (på engelska). Oecologia 175 (3):  sid. 861–873. doi:10.1007/s00442-014-2952-4. ISSN 0029-8549. PMID 24817198. https://ore.exeter.ac.uk/repository/bitstream/10871/16841/1/Gutierrez_Wilson_Oecologia_2014_Accepted.pdf.
3. 1 2  Frohawk, F. W. (1924). The Natural History of British Butterflies. "1". London: Hutchinson & Co. sid. 58–63
4. ↑  Wiklund, Christer; Lindfors, Virpi; Forsberg, Johan (1996). ”Early Male Emergence and Reproductive Phenology of the Adult Overwintering Butterfly Gonepteryx rhamni in Sweden”. Oikos 75 (2):  sid. 227–240. doi:10.2307/3546246.
5. ↑  ”Citronfjärilen är Sveriges nationalfjäril”. Fjärilshuset. https://www.fjarilshuset.se/#Presskontakt. Läst 21 juni 2022.
6. ↑  Klintö, Cecilia (21 juni 2022). ”Nykorad nationalfjäril har luft under vingarna”. Svenska Dagbladet.

### Allmänna källor
- Nationalnyckeln till Sveriges flora och fauna. Fjärilar: Dagfjärilar. Hesperiidae-Nymphalidae. 2005. ArtDatabanken, SLU, Uppsala, ISBN 91-88506-51-7